# David McPartland
David McPartland (* 11. September 1980 in Albury) ist ein ehemaliger australischer Radrennfahrer, heutiger Trainer und Sportlicher Leiter.

## Karriere
McPartland wurde 2004 Profi bei Tenax. Er gewann eine Etappe der Tour Down Under 2004 und ein Rennen der Geelong Bay Classic Series 2005. In der UCI Oceania Tour 2005 belegte er den achten Gesamtrang. Ende der Saison 2007 beendete er seine Karriere und wurde Trainer der australischen U23-Nationalmannschaft. Seit 2012 ist er Sportlicher Leiter des Frauen-Radsportteams GreenEdge-AIS.

## Erfolge
- 2004: eine Etappe Tour Down Under
- 2007: eine Etappe Tour d’Alsace

## Teams
- 2003: Tenax (Stagiaire)
- 2004: Tenax
- 2005: Tenax-Salmilano
- 2006: Tenax
- 2007: Hadimec-Nazionale Elettronica